# Leptogenys diatra
Leptogenys diatra är en myrart som beskrevs av Bolton 1975. Leptogenys diatra ingår i släktet Leptogenys och familjen myror. Inga underarter finns listade i Catalogue of Life.